# León Klimovsky
 (juillet 2018).
Si vous disposez d'ouvrages ou d'articles de référence ou si vous connaissez des sites web de qualité traitant du thème abordé ici, merci de compléter l'article en donnant les références utiles à sa vérifiabilité et en les liant à la section « Notes et références ».
León Klimovsky est un réalisateur, scénariste, acteur et producteur argentin, né le 16 octobre 1906 à Buenos Aires et mort le 8 avril 1996 à Madrid (Espagne).
Il s'est parfois présenté sous le pseudonyme de Henry Mankiewicz.

## Biographie
León Klimovsky naît à Buenos Aires d'une famille de réfugiés originaires de Kiev.
De formation, Klimovsky est dentiste et exerce pendant 15 ans, mais sa passion a toujours été le cinéma. Il lance les ciné-clubs en Argentine et finance la première salle de cinéma pour monter des films d'auteur.
Après avoir participé comme scénariste et assistant-réalisateur à Se abre el abismo de Pierre Chenal en 1944, il réalise son premier film en adaptant l'œuvre de Fiodor Dostoïevski, Le Joueur. De cette première phase de sa carrière, on peut aussi signaler l'adaptation du Comte de Monte-Cristo d'Alexandre Dumas et du Tunnel d'Ernesto Sábato.
Dans les années 1950 Klimovsky s'installe en Espagne, et y devient réalisateur professionnel. Il fait des westerns spaghettis et des films alimentaires dits « d'exploitation », avec des tournages au Mexique, en Italie et en Égypte. Sans doute se souvient-on de lui surtout pour ses contributions au genre des films d'horreur espagnols, à commencer par La Furie des vampires (La noche de Walpurgis).
En 1995, il reçoit « el Premio de honor » de la Asociación de Directores de España.
Il meurt d'une crise cardiaque l'année suivante à Madrid.
Il est le cousin du mathématicien et philosophe argentin Gregorio Klimovsky (es).

## Filmographie

### Comme réalisateur

#### Cinéma

##### Années 1940
- 1948 : El jugador (es)
- 1949 : Se llamaba Carlos Gardel (es)
- 1949 : La Guitare de Gardel (es) (La guitarra de Gardel)

##### Années 1950
- 1950 : La Drogue qui tue (Marihuana)
- 1951 : Suburbio (es)
- 1951 : La vida color de rosa (es)
- 1951 : El pendiente (es)
- 1952 : El túnel (es)
- 1952 : La Parda Flora (es)
- 1954 : Le Testament de Monte-Cristo (es) (El conde de Montecristo)
- 1955 : El Juramento de Lagardere (es) (6e adaptation connue
du roman français de cape et d'épée Le Bossu)
- 1955 : El Tren Expreso (es)
- 1955 : Le Moulin des amours (La Pícara molinera)
- 1956 : Miedo
- 1956 : Viaje de novios (es)
- 1957 : Le Fils du cheik (Los amantes del desierto)
- 1958 : Un indiano en Moratilla
- 1959 : Llegaron los franceses
- 1959 : Salto a la gloria
- 1959 : S.O.S. grand-mère (S.O.S., abuelita)

##### Années 1960
- 1960 : Amour dans le désert (Gharam fi sahraa) — version arabe du Fils du cheik
- 1960 : Un bruto para Patricia
- 1960 : El hombre que perdió el tren
- 1960 : Ama Rosa (es)
- 1960 : La paz empieza nunca
- 1961 : Y el cuerpo sigue aguantando (es)
- 1961 : La danza de la fortuna (es)
- 1962 : Torrejón City
- 1962 : Todos eran culpables
- 1962 : Horizontes de luz
- 1962 : Escuela de seductoras
- 1964 : Los siete bravísimos
- 1964 : Ella y el miedo
- 1964 : Billy le Kid (Fuera de la ley)
- 1964 : Escala en Tenerife
- 1965 : Aquella joven de blanco
- 1965 : La colina de los pequeños diablos
- 1966 : Dos mil dólares por Coyote (Django... Cacciatore di taglia)
- 1966 : El bordón y la estrella
- 1966 : Quelques dollars pour Django (Pochi dollari per Django)
- 1967 : À Ghentar, la mort est facile (A Ghentar si muore facile)
- 1968 : Una chica para dos
- 1968 : L'Homme qui venait pour tuer (Un hombre vino a matar)
- 1968 : Le Commando du sergent Blynn (Giugno '44 - Sbarcheremo in Normandia)
- 1969 : Pas de pitié pour les héros (L'urlo dei giganti)
- 1969 : Autour de lui que des cadavres (Pagò cara su muerte)
- 1969 : Quinto : à ne pas tuer (Quinto: non ammazzare)
- 1969 : Le Pont sur l'Elbe (No me importa morir)

##### Années 1970
- 1970 : Le Défi des MacKenna (La sfida dei MacKenna)
- 1970 : Los hombres las prefieren viudas (es)
- 1971 : La Furie des vampires (La noche de Walpurgis)
- 1971 : L'Homme qui venait de la haine (El hombre que vino del odio)
- 1971 : Le Colt du révérend (Reverendo Colt)
- 1971 : Ça va chauffer, Sartana revient ! (Su le mani, cadavere! Sei in arresto)
- 1972 : La saga de los Drácula
- 1972 : La casa de las chivas
- 1972 : Dr. Jekyll y el Hombre Lobo (en)
- 1973 : La orgía nocturna de los vampiros
- 1973 : La Vengeance des zombies (La rebelión de las muertas)
- 1974 : El Talón de Aquiles
- 1974 : Odio a mi cuerpo
- 1974 : Le Maréchal de l'enfer (El mariscal del infierno)
- 1974 : Une libellule pour chaque mort (Una libélula para cada muerto)
- 1974 : Mean Mother
- 1975 : Muerte de un quinqui
- 1976 : Tres días de noviembre
- 1976 : Secuestro
- 1976 : Gritos a medianoche
- 1976 : Último deseo
- 1977 : ¿Y ahora qué, señor fiscal? (es)
- 1977 : El Extraño amor de los vampiros
- 1978 : Laverna
- 1978 : La Doble historia del Dr. Valmy
- 1978 : Trauma (Violación fatal)

#### Télévision
1979 : La Barraca (feuilleton TV)

### Comme scénariste

#### Cinéma

##### Années 1940
- 1944 : Se abre el abismo
- 1946 : 3 millones y el amor
- 1947 : Siete para un secreto
- 1949 : La Guitarra de Gardel.

##### Années 1950
- 1952 : El túnel
- 1952 : La Parda Flora
- 1954 : El Conde de Montecristo
- 1955 : El Tren expreso
- 1956 : Miedo
- 1958 : Un Indiano en Moratilla
- 1959 : S.O.S., abuelita.

##### Années 1960
- 1960 : Un Bruto para Patricia
- 1960 : Ama Rosa
- 1960 : La Paz empieza nunca
- 1961 : Y el cuerpo sigue aguantando
- 1962 : Todos eran culpables
- 1962 : Horizontes de luz
- 1964 : Los Siete bravísimos
- 1964 : Escala en Tenerife
- 1965 : La Colina de los pequeños diablos.

##### Années 1970
1970 : Le Défi des MacKenna (La sfida dei MacKenna).

### Comme acteur
- 1959 : S.O.S., abuelita
- 1974 : Yo la vi primero
- 1981 : Maravillas : Santos
- 1982 : Cristóbal Colón, de oficio... descubridor
- 1984 : Hydra, le monstre des profondeurs (Serpiente de mar)
- 1984 : La Noche más hermosa
- 1984 : Dos mejor que uno : Librero
- 1988 : Fratello dello spazio
- 1991 : El Robobo de la jojoya : Ujira
- 1992 : Amo tu cama rica : Tornatto

### Comme producteur
1948 : Rodríguez, supernumerario

## Critique
Jean Tulard résume sa carrière de façon peu élogieuse : 

« Que valait-il comme dentiste ? On ne sait. Mais le cinéma n'aurait pas beaucoup perdu s'il était resté fidèle à sa première clientèle[.] »

## Note de référence
Jean Tulard, Dictionnaire du cinéma. [1], Les réalisateurs, Paris, Robert Laffont, 2007 (ISBN 9782221108321, lire en ligne), p. 535-536.
1. 1 2 3  Jean Tulard, Dictionnaire du cinéma. [1], Les réalisateurs, Paris, Robert Laffont, 2007 (ISBN 9782221108321, lire en ligne), p. 535.
2. ↑  Jean Tulard, Dictionnaire du cinéma. [1], Les réalisateurs, Paris, Robert Laffont, 2007 (ISBN 9782221108321, lire en ligne), p. 536.